# Charles Antoine Lemaire
Charles Antoine Lemaire, född 1 november 1800 i Paris, död 22 juni 1871 i samma stad, var en fransk botaniker. 
Lemaire studerade vid Paris universitet och utsågs till professor i klassisk litteratur där. Hans intresse för botanik väcktes tack vare vänskapen med M. Neumann vid Muséum national d'histoire naturelle.
Under sitt arbete vid en plantskola i Paris byggde han upp en samling kaktusväxter, en grupp som han ägnade sig åt hela livet. 1835 startade en tidskrift om trädgårdsskötsel, Jardin Fleuriste and L'Horticulteur Universel, och Lemaire blev dess redaktör. 1845 flyttade Lemaire till Gent och arbetade som redaktör för Flore des Serres et des Jardins de l'Europe. 1854 började han ge ut L'Illustration Horticole, även det i Gent, fram till 1870, då han återvände till Paris.
Utöver sitt omfattande arbete med utgivandet av tidskrifterna publicerade han även ett stort antal artiklar om kaktusväxter och suckulenter. Hans planer på ett omfattande verk om kaktusväxter blev aldrig av, trots att han hade det mesta av materialet för det.
Auktorsnamnet Lem. kan användas för Charles Antoine Lemaire i samband med ett vetenskapligt namn inom botaniken; se Wikipediaartiklar som länkar till auktorsnamnet.